# Ruggiero Bonghi

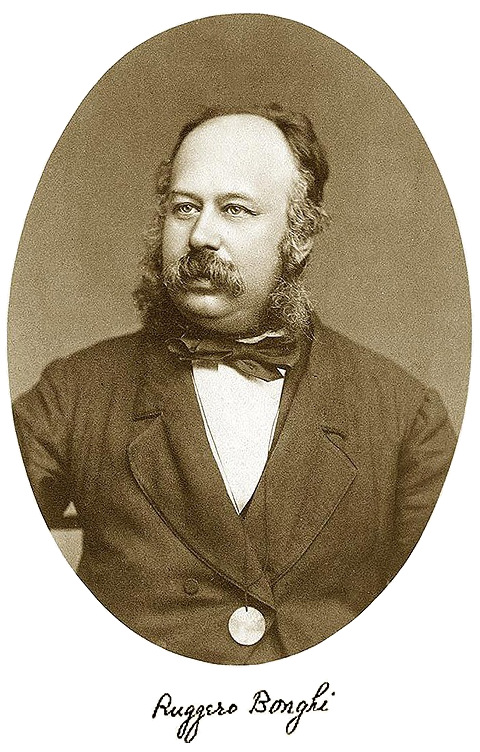
Ruggero Bonghi, omkring 1875.

Ruggero Bonghi, född 20 mars 1826 i Neapel, död 22 oktober 1895, var en italiensk författare och politiker. Han var en av det sena 1800-talets största kulturpersonligheter, verksam inom en mängd områden.
Bonghi utvandrade 1848 och lärde sig under landsflykten känna Antonio Rosmini och Alessandro Manzoni. Han översatte Platon och blev professor i filosofi, antikens historia, latin och grekiska. Som framstående publicist grundade, ledde och medarbetade han i en stor mängd tidskrifter som La Stampa, La Perseveranza, Nuova antologia med flera, särskilt med artiklar kring internationell och kyrklig politik. Bonghi var en av de främsta upphovsmännen till lagen rörande garantierna för påven 1871. Han hade moderat-liberala idéer, blev deputerad, undervisningsminister med mera, grundade internatskolor för föräldralösa barn, var ordförande i sällskapet Dante Alighieri för italienska språkets skydd och spridande utom riket med mera.